# قاي فورنير
قاي فورنير هو كاتب سيناريو وممثل كندي، ولد في 23 يوليو 1931 في كندا.

## وصلات خارجية
- قاي فورنير على موقع IMDb (الإنجليزية)
- قاي فورنير على موقع ألو سيني (الفرنسية)
- قاي فورنير على موقع كينوبويسك (الروسية)